# Пригодницький фільм
Пригодницький фільм — жанр кіномистецтва. На відміну від екшена, акцент зміщено з грубого насильтва до кмітливості та винахідливості героя, уміння перехитрити злодія. У пригодницьких фільмах головний герой повинен оригінально виплутуватися зі складних ситуацій, застосовує хитрість, розум і кмітливість. Пригодницькі фільми, як правило, вирізняються відсутністю в сюжеті насильства і мінімальною кількістю кривавих сцен. За своїм сюжетом пригодницькі фільми нагадують історичні. Також доволі імовірним є хеппі-енд.

## Відомі представники жанру
- Д'Артаньян та три мушкетери
- Зоряні війни
- Пірати Карибського моря
- Гаррі Поттер та філософський камінь
- Володар перснів
- Скарб нації
- Людина з Ріо
- Бібліотекар
- Кривавий діамант